# Złodziej dzieci
Złodziej dzieci (wł. Il ladro di bambini) – włosko-szwajcarsko-francuski dramat obyczajowy z 1992 roku w reżyserii Gianniego Amelio.
W filmie Złodziej dzieci opowiadającym historię młodego kalabryjskiego karabiniera, eskortującego dwójkę nastolatków do zakładu wychowawczego, zagrali obok Enrico Lo Verso: Vincenzo Peluso, Celeste Brancato i Florence Darel. Operatorami w filmie byli Tonino Nardi i Renato Tafuri, a muzykę skomponował Franco Piersanti.

## Fabuła
Film rozpoczyna scena rozgrywająca się w Mediolanie, w rodzinie sycylijskich imigrantów. Matka samotnie wychowuje dziewięcioletniego Luciano i jedenastoletnią Rosettę, którą zmusza do prostytucji, by utrzymać siebie i rodzinę. Luciano ma astmę. W końcu o całym procederze dowiadują się władze. Matka trafia do więzienia. Dzieci muszą udać się do zakładu wychowawczego do Rzymu. Do eskorty zostaje przyznany młody karabinier Antonio. Po drodze napotykają na różnego rodzaju trudności. Antonio zostaje nawet oskarżony o uprowadzenie dzieci.

## Produkcja
Zdjęcia kręcono we Włoszech w następujących lokacjach według prowincji:
- prowincja Caltanissetta (Gela);
- prowincja Ragusa (Ragusa, Marina di Ragusa, Santa Croce Camerina, Scoglitti, Vittoria);
- prowincja Reggio Calabria (Reggio Calabria);
- prowincja Rzym (Rzym);
- prowincja Syrakuzy (Noto)[3][4].

## Nagrody
Film zdobył wiele nagród, z których najważniejsze to nagrody na Festiwalu Filmowym w Cannes w 1992 i nominacja do Złotej Palmy. Otrzymał ponadto Felixa w kategorii Najlepszy Film Fabularny, Srebrną Taśmę za najlepszą reżyserię i scenariusz oraz Nagrodę Młodych Artystów za najlepszą rolę kobiecą dla Valentiny Scalici.